# Копальня Ескусар
Копальня Ескусар — виробничий майданчик в Іспанії, за два десятки кілометрів на південний захід від Гранади, який здійснює видобуток целестину (сульфату стронцію).
Розробку покладів целестину в Ескусарі організувала компанія Kandelium Minerales (входить до відомої хімічної групи Solvay), при цьому продукція копальні відправляється до належного тому ж власнику заводу карбонату стронцію в німецькому Бад-Геннінгені.
Розробка ведеться відкритим способом із ланцюжка неглибоких кар'єрів, що простягнувся на понад п'ять кілометрів (це відображає структуру покладу у вигляді вузької смуги довжиною близько десяти кілометрів з товщиною продуктивного шару близько 20 метрів). Руда з Ескусар містить лише близько 55 % целестину, тому проходить підготовку на належній до копальні флотаційній збагачувальній фабриці (можливо відзначити, що розташована неподалік інша іспанська стронцієва копальня Монтевівес тривалий час обходилась без подібного процесу, оскільки вміст целестину в її руді перевищував 80 %).
На момент початку роботи в 1990-му копальня мала потужність у 30 тисяч тонн на рік, проте згодом потужність майданчика наростили до понад 100 тисяч тонн. Станом на 2014 рік накопичений видобуток досягнув вже 2 млн тонн целестинового концентрату. У 2018-му виробництво становило 107 тисяч тонн, при цьому за останні десять років випущено понад 1 млн тонн.
Вивозять продукцію через розташований за сім десятків кілометрів середземноморський порт Мотріль.